# دونغميونغ ملك غوغوريو
الملك دونغميونغ ملك غوغوريو (58 قبل الميلاد إلى 19 قبل الميلاد | حكم من سنة 37 قبل الميلاد إلى 19 قبل الميلاد) ويعرف باسم دونغميونغ سونغوانغ (بالهانغل: 동명성왕 | بالهانجا: 東明聖王) والذي يعني ملك الشرق المقدس ويعرف باسمه عند الولادة جمونغ (بالهانغل: 주몽 | بالهانجا: 朱蒙) هو العاهل الذي أسس غوغوريو إحدى ممالك كوريا الثلاث وسيطرت على الأراضي في الشمال. سمي الملك تشمو في شاهد غوانغايتو. في كتاب تذكارات الممالك الثلاثة (سامغك يسا) وكتاب تاريخ الممالك الثلاثة (سامغك ساغي) فإنه يدعى جمونغ وأعطي لقب غو. تذكر سامغك ساغي أنه عرف باسمين هما تشمو وسانغهاي (بالهانغل: 상해 | بالهانجا: 象解) ويذكر الاسم في سجلات أخرى باسم تشمونغ (بالهانغل: 추몽 | بالهانجا: 鄒蒙) ودومو (بالهانغل: 도모 | بالهانجا: 都牟).